# Фарід (ім'я)
Фарід (від араб. فَرِيد fariyd, farīd), також Фарид або Ферід — арабське чоловіче особисте ім'я або прізвище, що означає «унікальний, «єдиний», «незрівнянний». Для багатьох громад, зокрема на Середньому Сході, Балканах, Північній Африці та Південно-Східній Азії, ім’я Фарід є загальним для багатьох поколінь.

## Носії

### Фарід
- Фарід Аббуд (нар. 1951), посол Лівану
- Фарід Ф. Абрахам (нар. 1937), науковець
- Фарід Ахмад (1923—1971), бенгальський політик і юрист
- Фарід Ахмед, суддя Високого суду Бангладеш
- Фарід Ахмед Гопалганджі, депутат Бангладешу
- Фарід Алекбарлі (1964—2021), азербайджанський дослідник
- Фарід Алі (1945—2016), бангладешський актор
- Фарід Азаркан (нар. 1971), голландський політик марокканського походження
- Фарід аль-Атраш (1910—1974), сирійсько-єгипетський співак, музичний композитор і актор
- Фарід ад-Дін Аттар (1145—1221), іранський суфійський поет
- Фарід Бенг (народився як Фарід Хамед Ель Абделлауї в 1986 році), німецький репер мароккано-іспанського походження.
- Фарід Ю Дарвішсефат (нар. 1986), японський бейсболіст іранського походження
- Фарід Газі Деван (1924—2010), бангладешський політик
- Фарід Есак (нар. 1955), південноафриканський активіст проти апартеїду та мусульманський учений
- Фарід Гадрі (нар. 1954), сирійський політичний діяч
- Фарід Хабіб (нар. 1959), 13-й начальник штабу ВМС Бангладеш
- Фарід Каміл (нар. 1981), малайзійська модель, яка стала актором
- Фарід Хан, ім'я при народженні Шер Шаха Сурі, короля імперії Сур у сучасній Індії
- Фарід Мансуров (нар. 1982), азербайджанський борець
- Фарід Мухаметшин (нар. 1947), татарський політик
- Фарід Рафаель (1933—2014), ліванський економіст і банкір
- Фарід Шаукі (1920—1998), єгипетський актор
- Фарід Стіно (нар. 1943), близькосхідний бізнесмен
- Фарід Сулеман, американський бізнесмен
- Фарід Талхауї (нар. 1982), марокканський футболіст
- Фарід Найф, Улу Тірам Блек-метал
- Аванг Фарід Ісмаїл, малайзійський вчитель / педагог
- Фарід Мюррей Абрахам (нар. 1939), актор

- Фарід Ахмад (крикетист) (нар. 1994), афганський гравець у крикет
- Фарід Ахмад (хокей на траві) (нар. 1989), пакистанський хокеїст на траві
- Фарід Ахмед (нар. 1989), пакистанський хокеїст на траві
- Фарід Аяз (нар. 1952), пакистанський каввал
- Фарід Ебрагім (нар. 1998), катарський футболіст єгипетського походження
- Фарід Хаке (нар. 1963), американський джазовий гітарист
- Фарід Лафта, іракський пілот і спортсмен
- Фарід Маджид (нар. 1986), іракський футболіст
- Фарід Парбаті (1961—2011), індійський поет і письменник мовою урду
- Фарід Садат (нар. 1998), афганський футболіст
- Фарід Закарія (нар. 1964), американський журналіст і коментатор
- Фарід Заргар, афганський гравець у крикет
- Фарід аль-Атраш (1910—1974), відомий арабський співак

### Ферід
- Ферід Бербері (нар. 1946—2021), албанський спортсмен і важкоатлет
- Ферід Бугедір (нар. 1944), туніський кінорежисер і сценарист
- Ферід Шушан (нар. 1973), туніський футболіст
- Ферід Джаніч (1918—1943), боснійський солдат під час Другої світової війни
- Ферід Ідрізович (нар. 1982), боснійсько-герцеговинський футболіст
- Ферід Імам (1980 р.н.), канадський громадянин ефіопського походження, який, як вважається, забезпечував військову підготовку джихадистів Аль-Каїди в Пакистані
- Ферід Матрі (нар. 1994), швейцарсько-тунісько-італійський футболіст
- Ферід Мухич (нар. 1943), боснійсько-герцеговинський адміністратор і президент Боснійської академії наук і мистецтв
- Ферід Мурад (1936—2023), албанський лікар і фармаколог, один з лауреатів Нобелівської премії з фізіології та медицини 1998 року.
- Ферід Раделяш (нар. 1959), боснійсько-герцеговинський футболіст
- Ферід Ррагамі (нар. 1957), албанський футболіст

### Складні імена з компонентомФарід
- Фарід ад-Дін, або Фарід Уддін
  - Фарід ед-Дін Мохаммед Абдалла Рудагі (858—940), перський поет
  - Фарідуддін Аттар (1145—1221), перський мусульманський містик і поет
  - Фарідуддін Ганджшакар (1173—1266), пенджабський мусульманський містик
  - Фарід-уд-Дін Багдаді (1551—1733), іракський мусульманський містик
  - Фарід Уддін Чоудхурі (нар. 1947), бангладешський ісламський учений і політик
  - Фарід Уддін Масуд (нар. 1950), бангладешський ісламський вчений і педагог
  - Фарід Уддін Ахмед, бангладешський академік і віце-канцлер
- Фарід аль-Хак, або Фарідул Хак
  - Фарідул Хак Ансарі (1895—1966), індійський юрист і політик
  - Фарідул Хак Хан (нар. 1956), міністр у справах релігій Бангладеш
- Мухаммад Фарідул Худа (помер у 1999 році), колишній державний міністр охорони здоров'я та добробуту сім'ї Бангладеш

## По батькові

### Фарід
- Ібрагім Фарід Діді, принц, син султана Абдула Маджида Діді та принцеси-консорта Фамуладейріге Діді та брат короля Мальдів Мухаммеда Фаріда Діді.
- Мухаммед Фарід Діді (1901—1969), король. Син султана, принц Абдул Маджид Діді був останнім султаном Мальдів і першим монархом Мальдів, який прийняв титул короля

### Ферід
- Дамат Ферід-паша (1853—1923), османський ліберальний державний діяч, який обіймав посаду великого візира, фактичного прем'єр-міністра Османської імперії
- Мехмед Ферід-паша (1851—1914), османський державний діяч етнічного албанського походження. Він служив великим візиром Османської імперії (1903-1908)

## Прізвище

### Фарід
- Аламгір Мохаммад Махфузулла Фарід, бангладешський політик
- Баба Фарід або Фарідуддін Ганджшакар (1173—1266), панджабський суфійський святий
- Ібн аль-Фарід (1181—1234), арабський поет
- Жасмін Фарід (нар. 1992), шведський політик
- Хваджа Ґулам Фарід, поет Сіраїкі
- Маріам Мамду Фарід (нар. 1998), катарська легкоатлетка
- Мохаммад Фарід (1868—1919), єгипетський політик

- Ахмед Фарід, американський ведучий студії та спортивний репортер
- Камал Ібн Джон Фарід (нар. 1970), американський репер, також відомий як Q-Tip
- Дональд Фарід, американський християнський телеєвангеліст іранського походження
- Камал Фарід (нар. 1970), американський репер, продюсер, співак, актор і ді-джей, більш відомий як Q-Tip, а також The Abstract.
- Морад Фарід (нар. 1979), палестино-американський підприємець
- Мунір Фарід (нар. 1956), мусульманський учений і колишній генеральний секретар ISNA (Ісламське товариство Північної Америки)
- Вала Фарід (нар. 1975), іраксько-курдський політик, державний міністр Курдистану в Іраку та раніше перша жінка-спікер законодавчого органу

- Кеннет Фарід (нар. 1989) — американський професійний баскетболіст

## Вигадані персонажі
- Фарід, персонаж книги Корнелії Функе «Чорнильне серце ».
- Ферід Еган, командир Лицарів Королеви у відеогрі Suikoden V
- Фарід, персонаж гри Call of Duty: Black Ops II
- Ферід Баторі, персонаж манги Owari no Seraph
- Фарід, персонаж книги «Ловець повітряних зміїв».

## Дивіться також
- Фаріда (ім'я), жіноча форма імені
- Фаріді, індійське ім'я
- Шамсул Хаке Фарідпурі, похідне від цього імені